# Улица III Интернационала (Воронеж)
Улица III Интернационала — улица в историческом центре Воронежа (Центральный район и Ленинский район). Проходит от застройки Мельничного переулка, с перерывом между улицами Кропоткина и Профсоюзной, в промзону за улицей 40 лет Октября. Протяжённость улицы около 1400 метров.

## История
Прошла по территории бывшей Ямской слободы.
Сформировалась на протяжении XIX — начала XX века. Старая часть улицы, на пересечении с современной Плехановской улицей, была застроена издавна, дворы ямщиков уже в конце XVIII века располагались вдоль Плехановской улицы.
Историческое название современной средней части улицы — Ситников переулок, дано по фамилии местного домовладельца.
Современное название, с 1923 года, в честь III (Коммунистического) Интернационала, международной организации, созданной в 1919 году и объединившей коммунистические партии многих стран. Во время Великой Отечественной войны на улице шли тяжёлые бои с захватчиками
Северо-восточный участок улицы проложен после окончания Великой Отечественной войны по территории закрытого Чугуновского кладбища. Застройка улицы (дома 1 — 15) — типовые пятиэтажные здания.
Участок между улицами Бакунинской и 40 лет Октября реконструирован, старая одноэтажная застройка снесена и на её месте возведены высотные строения.